# Joan Baptista Guzmán i Martínez

Joan Baptista Guzmán i Martínez

Joan Baptista Guzmán i Martínez, OSB, mit bürgerlichem Namen Manuel Guzmán i Martínez, (* 19. Januar 1846 in Aldaia (Valencia); † 18. März 1909 in Kloster Montserrat) war ein valencianischer Organist, Komponist, Musikpädagoge und Mönch des Klosters Montserrat.

## Leben und Werk
Guzmán absolvierte seine Organistenausbildung in Torrent. Er war dort Schüler von J. Piqueras und J. M. Úbeda.
Ab 1872 war er zunächst zweiter Organist in Salamanca und von 1872 bis 1875 erster Organist in Covadonga. 1875 wurde er Kapellmeister der Kathedrale von Avila, 1876 der Kathedrale von Valladolid und von 1877 bis 1888 der Kathedrale von Valencia.
1888 trat Guzmán als Mönch in das Kloster Montserrat ein. 1889 wurde er dort zum Leiter der Escolania de Montserrat ernannt. Er reformierte die Choralschola und die Escola de Montserrat grundlegend und schuf damit die Basis für das heutige musikalische Ausbildungsinstitut.
Das Repertoire des Chores erweiterte er um Polyphonisten des 16. Jahrhunderts sowie um die Werke klassischer und zeitgenössischer Komponisten. Er transkribierte Werke von Joan Baptista Comes beziehungsweise rekonstruierte dessen Werke. Er schuf um die 130 sakrale Kompositionen von unterschiedlichem Wert, darunter zwölf Messen, neun Misereres, mehrere Motetten und acht Lamentationes. Diese Werke sind alle der romantischen Tradition der Zeit verpflichtet.
Zu Guzmáns Schülern gehörten unter anderem Àngel Rodamilans, Anselm Ferrer und David Pujol.